# Faro de Fårö
El faro de Fårö (en sueco: Fårö fyr) es un faro de Suecia situado en el extremo más oriental de la isla Fårö. En el siglo XIX hubo muchas quejas de las autoridades marinas de que las costas en Gotland tenían muy pocos faros. Así que se tomó la decisión de construir uno en el lado norte de Gotland. Este faro fue construido un año después de uno en Hoburgen en la punta sur de Gotland. El faro consistía en una lámpara de aceite de colza en un primer momento. En 1882 una lámpara de parafina sustituyó a la antigua, y en 1953 se electrificó. Desde 1891 hasta 1976 la torre tenía una lente Fresnel de primer orden instalada en su linterna que hizo al faro muy potente. Está controlado a distancia desde 1976 y es propiedad de la Administración Marítima de Suecia.